# Salmorejo

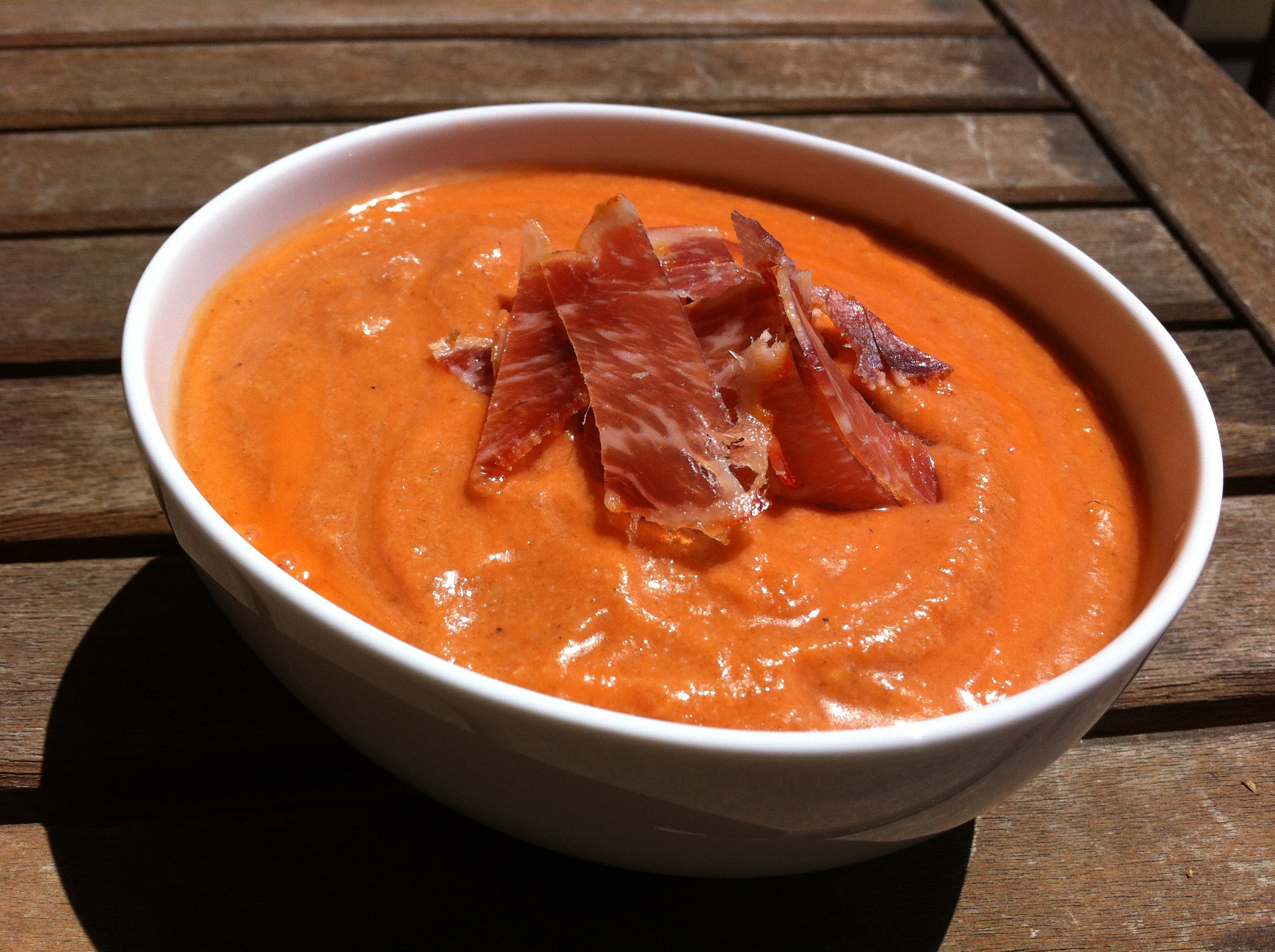
Salmorejo

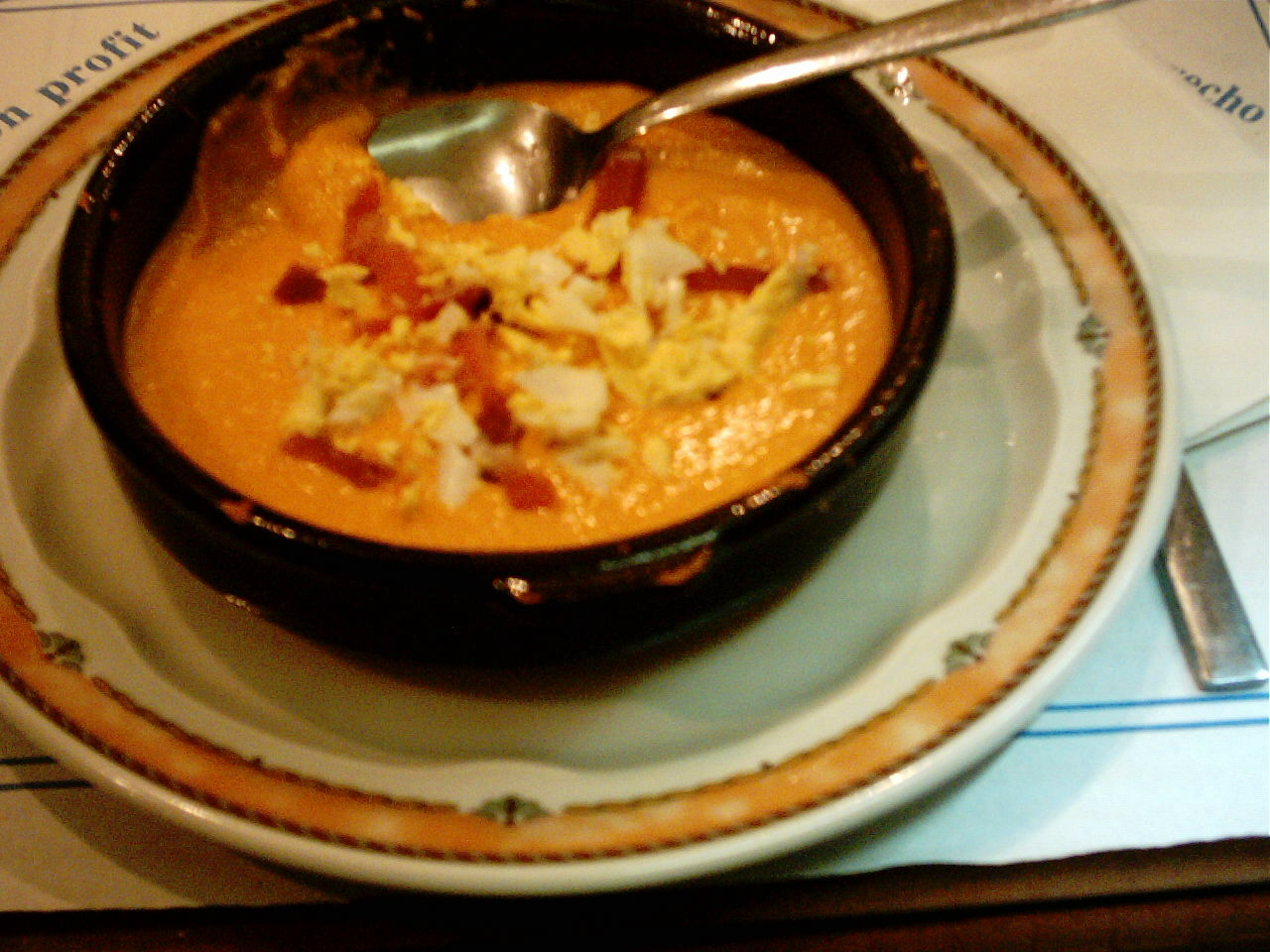
Salmorejo em Córdova

Salmorejo é um batido cremoso oriundo da Espanha, mais concretamente de Córdova, na região da Andaluzia. É confeccionada com tomate, alho, migas de pão, azeite, vinagre, sal e opcionalmente pimento verde. 
A sua consistência assemelha-se a um puré ou a um molho (em contraste com o gaspacho espanhol, que normalmente é líquido), podendo ser acompanhado por clara de ovo cozido picada, presunto picado e algumas gotas de azeite. Tal como o gaspacho, é um batido frio de vegetais que se consome sobretudo no sul da Espanha, nos meses mais quentes do verão.

## História
É indiscutível que as origens deste prato são humildes. É muito possível que tenha sido introduzido nos costumes culinários locais no século XVII ou XVIII, coincidindo com a adopção do tomate como alimento. Já aparece num dicionário espanhol de 1737 como um molho que pode acompanhar os coelhos, mencionando pimenta, sal e vinagre entre outras especiarias.

## Utilização
O salmorejo, tal como o gaspacho, pode ser servido frio num recipiente côncavo, geralmente uma taça. Também se usa como meio para macerar certos alimentos crus, como a carne e o peixe. Nalguns casos, é apenas mais um ingrediente na confecção de um prato, como é o caso do "conejo con salmorejo" (coelho com salmorejo), que se prepara nas Ilhas Canárias.

## Diferenças em relação ao gaspacho
O salmorejo e o gaspacho espanhol têm diferenças fundamentais na textura, sendo o primeiro mais denso, com uma textura mais próxima de uma maionese suave, por levar mais pão e mais azeite. Os ingredientes são também diferentes, já que o salmorejo não leva pepino, nem pimento, nalgumas regiões.

## Etapas da preparação

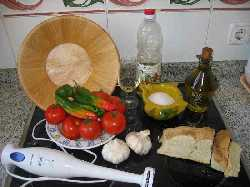
Ingredientes e utensílios
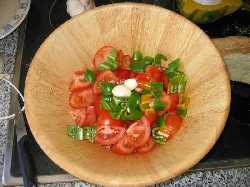
Verduras picadas
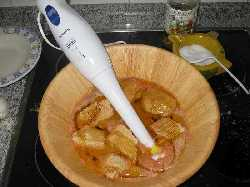
Prepração com a batedeira
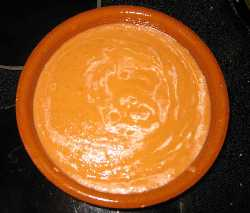
Taça pronta para servir